# Petite Creuse
Petite Creuse (franceză: la Petite Creuse, „Creusa mică”) este un râu lung de 95,2 km din departamentele Allier și Creuse din centrul Franței. Sursa sa se află la Treignat, la 2,5 km de localitate. Este afluentul de stânga a râului Creuse, cu care se unește la Fresselines. 

## Lista localităților traversate
Lista este ordonată de la izvor la gura de vărsare:
- Allier: Treignat
- Creuse: Soumans, Lavaufranche, Leyrat, Saint-Silvain-Bas-le-Roc, Boussac-Bourg, Boussac, Malleret-Boussac, Clugnat, Bétête, Saint-Dizier-les-Domaines, Genouillac, Moutier-Malcard, Bonnat, Malval, Linard, Chéniers, Lourdoueix-Saint-Pierre, Chambon-Sainte-Croix, Nouzerolles, Fresselines